# Josef Otto Slezak
Josef Otto Slezak (* 22. Mai 1922; † 28. Dezember 2002 in Wien) war ein österreichischer Verleger und Autor, der sich besonders dem Eisenbahnwesen widmete.
Der zunächst als Lehrer tätige Slezak baute in seinen späteren Jahren einen als Familienbetrieb geführten kleinen, aber hochspezialisierten Verlag auf, der sich unter Eisenbahnfreunden auch außerhalb Österreichs hohes Ansehen erwarb. 
Anlässlich der Einstellung der Salzkammergut-Lokalbahn im Jahr 1957 publizierte Slezak als erstes Werk eine Gedenkschrift, die sich auch sehr kritisch mit den politischen Umständen dieser Streckenstilllegung auseinandersetzte, was in der österreichischen Eisenbahnliteratur damals noch weitgehend unüblich war. Seine nach heutigem Verständnis „grüne“ Haltung in Verkehrsfragen behielt Slezak sowohl in seiner weiteren Tätigkeit als Verleger als auch als Autor und Co-Autor zahlreicher Werke zum Thema Schienenverkehr konsequent bei. 
Slezak wurde am Wiener Zentralfriedhof bestattet. Der Verlag Slezak wurde bis 2016 von seinen beiden Töchtern weitergeführt.

## Werke
- Breite Spur und weite Strecken. Ein Streifzug durch das Eisenbahnwesen der Sowjetunion. VEB Verlag für Verkehrswesen Transpress, 1963.
- Die Lokomotiven der Republik Österreich. Verlag Slezak, 1970.
- Ein Fahrgast sieht rot – Umweltzerstörer unterwegs. Verlag Slezak, 1988, ISBN 3-85416-078-X
- Krobot, Slezak, Sternhart: Schmalspurig durch Österreich. 4. Auflage, Verlag Slezak, 1991, ISBN 3-85416-095-X
- Von Salzburg nach Bad Ischl, Geschichte der Salzkammergut-Lokalbahn. 2. Auflage, Verlag Slezak, 1995, ISBN 3-85416-170-0